# Spaceman (álbum)
Spaceman é o quarto álbum de estúdio do cantor estadunidense Nick Jonas, lançado em 12 de março de 2021 através da Island Records. O álbum marca o primeiro lançamento solo do cantor desde Last Year Was Complicated (2016) e o primeiro projeto solo a ser lançado desde o retorno dos Jonas Brothers em 2019. O álbum foi procedido pelos singles "Spaceman" e "This Is Heaven".
| Críticas profissionais | Críticas profissionais |
| Pontuações agregadas   | Pontuações agregadas   |
| Fonte                  | Avaliação              |
| ---------------------- | ---------------------- |
| Metacritic             | 61/100                 |
| Avaliações da crítica  |                        |
| Fonte                  | Avaliação              |
| Clash                  | 7/10                   |
| i                      | [ 3 ]                  |
| The Independent        | [ 4 ]                  |
| Pitchfork              | 5.8/10                 |

## Antecedentes
Jonas deu primeiro dicas sobre seu próximo álbum em suas redes sociais no início de fevereiro de 2021. Em 20 de fevereiro de 2021, foi anunciado que ele iria aparecer no Saturday Night Live em 27 de fevereiro para apresentar seu novo single. O cantor oficialmente começou a era em 25 de fevereiro, lançando o primeiro single "Spaceman", com letras que fazem referência a Pandemia de COVID-19. Quando foi perguntado sobre o título durante uma entrevista com Zane Lowe, ele explicou, "A chave para mim era tentar encontrar uma maneira de dar a esta ideia uma personalidade, dar-lhe um nome. Então 'Spaceman' meio que veio à minha mente como eu estava pensando, 'Qual é a única coisa que todos nós sentimos durante este tempo? Completamente desligado do mundo". Sobre o processo de gravação do álbum, ele revelou: "Eu fiz este álbum enquanto fazia o que a maioria de nós tem feito no ano passado, sentado em casa me acostumando com o novo normal e esperando por dias melhores pela frente". Tematicamente, o álbum explora quatro temas: distância, indulgência, euforia e compromisso. Em 15 de março, Nick anunciou que uma versão deluxe do álbum e seria lançada naquela noite. Esta versão inclui as canções "Dangerous", "Selfish" (com participação dos Jonas Brothers), bem como as versões Chill das canções "Don't Give Up on Us", "2Drunk" e "This Is Heaven".

## Lista de faixas
Todas as faixas foram escritas por Nick Jonas, Greg Kurstin e Maureen "Mozella" McDonald, exceto a faixa 8, "Deeper Love", que também foi co-escrita por Mick Jones. Todas as faixas produzidas por Kurstin, exceto onde indicado.
| Edição Padrão  |                       |                                     |                |         |  |
| N.º            | Título                | Compositor(es)                      | Produtor(es)   | Duração |  |
| 1.             | "Don't Give Up On Us" | Nick Jonas Greg Kurstin MoZella     | Greg Kurstin   | 3:22    |  |
| 2.             | "Heights"             | N. Jonas Kurstin MoZella            | Kurstin        | 3:37    |  |
| 3.             | "Spaceman"            | N. Jonas Kurstin MoZella            | Kurstin        | 3:17    |  |
| 4.             | "2Drunk"              | N. Jonas Kurstin MoZella            | Kurstin        | 3:12    |  |
| 5.             | "Delicious"           | N. Jonas Kurstin MoZella            | Kurstin        | 2:58    |  |
| 6.             | "This Is Heaven"      | N. Jonas Kurstin MoZella            | Kurstin        | 3:35    |  |
| 7.             | "Sexual"              | N. Jonas Kurstin MoZella            | Kurstin        | 3:36    |  |
| 8.             | "Deeper Love"         | N. Jonas Kurstin MoZella Mick Jones | Kurstin        | 2:55    |  |
| 9.             | "If I Fall"           | N. Jonas Kurstin MoZella            | Kurstin        | 3:59    |  |
| 10.            | "Death Do Us Part"    | N. Jonas Kurstin MoZella            | Kurstin        | 2:09    |  |
| 11.            | "Nervous"             | N. Jonas Kurstin MoZella            | Kurstin        | 3:55    |  |
| Duração total: | Duração total:        | Duração total:                      | Duração total: | 35:35   |  |

| Spaceman – Edição Deluxe |                                       |                                                                                             |                                 |         |  |
| N.º                      | Título                                | Compositor(es)                                                                              | Produtor(es)                    | Duração |  |
| 12.                      | "Selfish" (com Jonas Brothers)        | N. Jonas Kevin Jonas Jason Evigan Jordan K. Johnson Marcus Lomax Ryan Tedder Stefan Johnson | Evigan The Monsters & Strangerz | 3:07    |  |
| 13.                      | "Dangerous"                           | N. Jonas Kurstin MoZella                                                                    | Kurstin                         | 3:31    |  |
| 14.                      | "Don't Give Up On Us" (chill version) | N. Jonas Kurstin MoZella                                                                    | Kurstin                         | 3:24    |  |
| 15.                      | "2Drunk" (chill version)              | N. Jonas Kurstin MoZella                                                                    | Kurstin                         | 3:19    |  |
| 16.                      | "This Is Heaven" (chill version)      | N. Jonas Kurstin MoZella                                                                    | Kurstin                         | 3:39    |  |
| Duração total:           | Duração total:                        | Duração total:                                                                              | Duração total:                  | 52:37   |  |

| Spaceman – Edição da Target |                           |                          |              |         |  |
| N.º                         | Título                    | Compositor(es)           | Produtor(es) | Duração |  |
| 12.                         | "Heights" (chill version) | N. Jonas Kurstin MoZella | Kurstin      | 3:07    |  |
| 13.                         | "Nervous" (chill version) | N. Jonas Kurstin MoZella | Kurstin      | 3:31    |  |

### Classics Edition
Em 11 de março, um dia antes do lançamento oficial do álbum, a Edição Clássica do disco foi lançada online. Ela contém as faixas completas do Spaceman e os singles "Chains", "Jealous", "Levels" e "Close" com a cantora sueca Tove Lo.
| Spaceman – Edição Classics |                       |                                                                                                |                                                |         |  |
| N.º                        | Título                | Compositor(es)                                                                                 | Produtor(es)                                   | Duração |  |
| 1.                         | "Don't Give Up On Us" | Nick Jonas Greg Kurstin MoZella                                                                | Greg Kurstin                                   | 3:22    |  |
| 2.                         | "Heights"             | N. Jonas Kurstin MoZella                                                                       | Kurstin                                        | 3:37    |  |
| 3.                         | "Spaceman"            | N. Jonas Kurstin MoZella                                                                       | Kurstin                                        | 3:17    |  |
| 4.                         | "Close" (com Tove Lo) | Robin Fredriksson Mattias Larsson Julia Michaels Justin Tranter Tove Nilsson                   | Mattman & Robin                                | 3:54    |  |
| 5.                         | "2Drunk"              | N. Jonas Kurstin MoZella                                                                       | Kurstin                                        | 3:12    |  |
| 6.                         | "Delicious"           | N. Jonas Kurstin MoZella                                                                       | Kurstin                                        | 2:58    |  |
| 7.                         | "Levels"              | Sean Douglas Stefan Johnson Marcus Lomax Ian Kirkpatrick Sam Martin Talay Riley Jordan Johnson | Ian Kirkpatrick The Monsters and the Strangerz | 2:47    |  |
| 8.                         | "This Is Heaven"      | N. Jonas Kurstin MoZella                                                                       | Kurstin                                        | 3:35    |  |
| 9.                         | "Sexual"              | N. Jonas Kurstin MoZella                                                                       | Kurstin                                        | 3:36    |  |
| 10.                        | "Deeper Love"         | N. Jonas Kurstin MoZella Mick Jones                                                            | Kurstin                                        | 2:55    |  |
| 11.                        | "Jealous"             | N. Jonas Nolan Lambroza Simon Wilcox                                                           | Nolan Lambroza                                 | 3:42    |  |
| 12.                        | "Chains"              | Jason Evigan Ammar Malik Danny Parker                                                          | Jason Evigan                                   | 3:23    |  |
| 13.                        | "If I Fall"           | N. Jonas Kurstin MoZella                                                                       | Kurstin                                        | 3:59    |  |
| 14.                        | "Death Do Us Part"    | N. Jonas Kurstin MoZella                                                                       | Kurstin                                        | 2:09    |  |
| 15.                        | "Nervous"             | N. Jonas Kurstin MoZella                                                                       | Kurstin                                        | 3:55    |  |
| Duração total:             | Duração total:        | Duração total:                                                                                 | Duração total:                                 | 49:22   |  |

## Créditos e pessoal
Créditos adaptados do TIDAL. As faixas referem-se à edição deluxe.
Gestão
Publicado pela Island Records — distribuído por Universal Music Group
Músicos
| - Nick Jonas — artista principal, vocais (todas as faixas), compositor (todas as faixas), programador (faixa 1), teclados (faixa 4), piano (faixa 7), guitarra (faixa 12) - Greg Kurstin — compositor (todas as faixas); bateria, teclados, programação (faixas 1–11, 13); violão {{small\|(faixas 1, 4–6, 8–10), percussão (faixas 1–11), piano (faixas 1, 4, 8, 9), violão, baixo (faixa 3); cítara elétrica (faixa 7) - Priyanka Chopra-Jonas — vocais de fundo (faixa 2) - Davion Farris — vocais de fundo (faixas 6–8) - Jackie Gouche — vocais de fundo (faixas 6–8) | - Mozella — compositor (todas as faixas), vocais de fundo (faixa 9) - Jason Evigan — vocais de fundo, baixo, bateria, guitarra, teclados, percussão, programação (faixa 12) - Ryan Tedder — vocais de fundo (faixa 12) - The Monsters & Strangerz — bateria, teclado, percussão, programação (faixa 12) |

Técnico
| - Randy Merrill — engenheiro de masterização - Serban Ghenea — mixagem (faixas 1–11, 13), mixagem vocal (faixas 14–16) - Josh Gudwin — mixagem (faixa 12) - Alex Ghenea — mixagem (faixas 14-16) - John Hanes — engenheiro de mixagem (faixas 1–11, 13–16) - Greg Kurstin — engenheiro de gravação (faixas 1-11, 13-16) | - Julian Berg — engenheiro de gravação (faixas 1-11, 13-16) - Gian Stone — engenheiro de gravação, produtor vocal (faixa 12) - Jason Evigan — engenheiro de gravação, produtor vocal (faixa 12) - The Monsters & Strangerz — produtor vocal (faixa 12) - Wendy Wang — remixer (faixas 14–16) - Heidi Wang — assistente de mixagem (faixa 12) |

## Histórico de lançamento
| Região         | Data                | Formato(s)                            | Versão   | Gravadora(s) | Ref.                 |
| -------------- | ------------------- | ------------------------------------- | -------- | ------------ | -------------------- |
| Várias         | 11 de março de 2021 | Download digital streaming            | Classics | Island       | [ 23 ] [ 20 ]        |
| Várias         | 12 de março de 2021 | CD download digital streaming cassete | Padrão   | Island       | [ 24 ] [ 17 ] [ 25 ] |
| Estados Unidos | 12 de março de 2021 | CD                                    | Target   | Republic     | [ 19 ]               |
| Várias         | 15 de março de 2021 | CD download digital streaming cassete | Deluxe   | Island       | [ 18 ] [ 26 ]        |